# Списак генерала и адмирала ЈНА: И
Списак генерала и адмирала Југословенске народне армије (ЈНА) чије презиме почиње на слово И, за остале генерале и адмирале погледајте Списак генерала и адмирала ЈНА.
- Ибраим Ибраими (1920—2003) генерал-мајор. Активна служба у ЈНА престала му је 1976. године.[2]
- Драго Ивановић (1922) генерал-мајор. Активна служба у ЈНА престала му је 1977. године.[3]
- Ђоко Ивановић (1918—2005) генерал-пуковник. Активна служба у ЈНА престала му је 1978. године.[3]
- Миладин Ивановић (1906—1996) генерал-потпуковник. Активна служба у ЈНА престала му је 1960. године.[3]
- Миодраг Ивановић (1927) генерал-мајор.[3]
- Шиме Ивас (1917—1995) генерал-мајор. Активна служба у ЈНА престала му је 1965. године.[4]
- Милош Ивошевић (1918—2004) генерал-мајор. Активна служба у ЈНА престала му је 1974. године.[4]
- Никола Ивошевић (1922) генерал-мајор. Активна служба у ЈНА престала му је 1977. године.[4]
- Јосип Игнац (1939) генерал-мајор. Активна служба у ЈНА престала му је 1991. године.
- Павле Илић (1910—1964) генерал-пуковник.[5]
- Стево Илић (1922—2013) генерал-потпуковник.[5]
- Франц Инкрет (1914—1978) генерал-потпуковник. Активна служба у ЈНА престала му је 1969. године.[6]